# Irbisia incomperta
Irbisia incomperta är en insektsart som beskrevs av Bliven 1963. Irbisia incomperta ingår i släktet Irbisia och familjen ängsskinnbaggar. Inga underarter finns listade i Catalogue of Life.